# Isidre Manils de Andrés
Isidre Manils de Andrés (Mollet del Vallès, 1948) és un pintor i professor sabadellenc. La seva família era propietària del cine Ateneo, i el contacte amb el món del cinema i la seva afició a pintar van resultar decisius per la seva formació. A finals dels 80 va canviar el disseny per la pedagogia i entrà a donar classes a l'Escola Massana, on actualment és professor.
Des dels anys 70 ha estat fent exposicions, tant col·lectives com individuals, com també participant regularment en Fires i Biennals d'Art Contemporani. L'any 2008 va fer la seva primera exposició retrospectiva al Museu Abelló.
Conserven obres d'Isidre Manils el Museu d'Història de l'Hospitalet de Llobregat i el Museu d'Art de Sabadell.

## Exposicions destacades[calcitació]
- 1983 - Acoblaments, Galeria Spectrum. Girona
- 1989 - "METONÍMIES", Galeria Berini. Barcelona
- 1997 - Escola Massana. Barcelona
- 1998 - Acadèmia de Belles Arts de Sabadell
- 2005 - Fundació Vila Casas
- 2008 -Museu Abelló